# Otto Jenssen
Otto Jenssen (* 21. Februar 1883 in Hannover; † 3. Juli 1963 in Gera) war ein deutscher Lehrer der politischen Bildung, Hochschullehrer für Pädagogik und Aktivist im Blindenverband der DDR.

## Leben
Jenssen stammt aus der Familie eines Kleinunternehmers. Sein Vater war Druckereibesitzer und Verleger. Von Kindheit an fast blind aufgrund einer Hornhauttrübung, betätigt er sich intensiv autodidaktisch. Er besuchte eine Blindenanstalt und anschließend eine höhere Schule für Sehende. Sein Interesse für Geschichte, Politik, Ökonomie und Völkerkunde entwickelte sich, indem er sich aus entsprechender Literatur vorlesen ließ. Er besuchte auch Vorlesungen an den Universitäten von Göttingen und Berlin. 1909 trat er in die Sozialdemokratische Partei Deutschlands (SPD) ein. An der SPD-Parteischule hörte er Vorträge u. a. von Rosa Luxemburg und Franz Mehring. Auch die Theorien der österreichischen Sozialdemokraten interessierten ihn. Nach dem Ersten Weltkrieg wurde er Lehrer an der Betriebsräteschule des ADGB in Leipzig. Seit Juni 1921 war er an der sozialistischen Heimvolkshochschule Tinz Lehrer für Gesellschaftskunde, Geschichte und Politik, Organisationsprobleme sowie Sozialisierung. In Tageszeitungen und wissenschaftlichen Zeitschriften schrieb er hunderte Artikel und Beiträge. Er verfasste auch Bücher zu theoretischen Fragen des Sozialismus, die z. T. mehrmals aufgelegt wurden. Sein Kommentar zum Programmentwurf der SPÖ fand 1927 in weiten Kreisen der Arbeiterschaft und ihrer Parteien große Beachtung.
Nach dem Machtantritt der NSDAP und der Schließung der Tinzer Schule 1933 blieb Jenssen ohne Anstellung, hielt aber inoffiziell zahlreiche Kontakte zu Gleichgesinnten.

Als die NS-Herrschaft beendet war, gehörte er zu den Gründern des Bundes demokratischer Sozialisten, auf dessen Gründungskongress im Juli 1945 er einen Ehrenplatz einnahm. 1946 wurde er Mitglied in der Sozialistischen Einheitspartei Deutschlands (SED). Er gehörte zur Kernredaktion der nach dem Zweiten Weltkrieg neu aufgelegten Zeitschrift Urania und beschrieb in deren ersten Ausgabe von 1947 deren Aufgabe so:
„Nicht Rassentheorie, sondern Sozialbiologie muß die Losung sein. Eine umfassende gesellschaftswissenschaftliche Betrachtung zieht auch die Naturwissenschaft in ihren Bereich. [...] Statt von der wissenschaftlichen Erkenntnis auszugehen, gaben sich breite Schichten des deutschen Volkes dem politischen und sozialen Wunderglauben hin. Das hat sich furchtbar gerächt. Zum geistigen Wiederaufbau muß die ‚Urania‘ ihren Beitrag leisten.“
Von 1946 bis 1950 beteiligte er sich an der Ausbildung von Neulehrern. Nachdem er seit 1947 Vorlesungen an der Friedrich-Schiller-Universität Jena hielt, wurde ihm 1948 der Professorentitel verliehen. Obwohl von den innerparteilichen Vertretern unter Druck gesetzt, rückte er nicht von den von ihm gewonnenen politischen Überzeugungen ab. In den 1950er Jahren setzte er sich besonders für die Belange der Blinden und Sehschwachen ein.

## Werke
- Der lebendige Marxismus, Glashütten (im Taunus) : Auvermann, 1973, Unveränd. Neudr. d. Ausg. Jena 1924
- Das gesellschaftswissenschaftliche Grundwissen, Deutscher Freidenkerverband, Berlin [1932]
- Marxismus und Naturwissenschaft, Berlin : E. Laub, 1925
- Der Kampf um die Staatsmacht, Berlin : E. Laubsche Verlh., 1927
- Mehr Geist – weniger Spiritus!, Berlin : Deutscher Arbeiter-Abstinenten-Bund, [1927]
- Der lebendige Marxismus, Jena : Thüringer Verlagsanstalt u. Druckerei, 1924
- Sozialistische Lebensreform, Berlin : Deutscher Arbeiter-Abstinenten-Bund, 1925
- Grundfragen der Funktionärsschulung, Berlin ( : Vorwärts Buchdr.), 1930
- Erziehung zum politischen Denken, Berlin : E. Laub, 1931
- Alkohol und Kolonialpolitik, Wien VII, Seidengasse 15 : Arbeiter-Abstinentenbund in Oesterreich, 1928
- Die bürgerliche Revolution 1848, Weimar : Thüringer Volksverl., 1948

## Ehrungen
- Seit dem 7. November 1995 gibt es in Gera einen „Jenssenweg“.